# 定指性
语言学中，定指性（definiteness）是名词短语语义特征之一，区分了特定语境（限定名词短语）中限定的指称对象或涵义与不定的（不定名词短语）。典型限定名词短语会突出一个独特、熟悉、具体的指称对象。
不同语言中，定指性的表达有着相当大的差异，日语等语言一般不做标记。英语等语言则一般通过选择限定词来进行标记。丹麦语等语言则通过词形变化来标记。
“语法上的定指性和认知上的能识性间的理论区别，能帮我们区分离散的（语法）和不离散的（认知）类别。”:84

## 不同语言中的语例

### 英语
英语中，定指性常用不同的限定词表示。特定的限定词，如a、an、many、some等，以及数词所做的限定词（如four items）一般表示名词短语为不定。the、that、属格名词短语（如my brother）则通常将名词短语标为限定。
有一套方法用于区分限定和不定的名词短语。“每一种都有直觉基础，也有一定程度的语法效果。但我们并不清楚它们中的任何一个是否干净地对应于形式范畴。”
1. 如果一个名词短语可置于一个存在句中，如there is NP at the door（如there are two wolves at the door“门口有两匹狼”），则一般是不定的。[6]
2. “通过定冠词表达的能识性的概念最好理解成用which？抢答一个问题。”[3]

### 其他语言
- 巴斯克语中，定指性用短语附词标记。[7]:76“女人”、（女人-冠词）“（那）女人”、（女人 美-冠词）“（那个）美女”
- 罗马尼亚语中：“人”、（人-冠词）“（那）人”、（人 好-冠词）“（那个）好人”或（好-冠词 人）“（那个）好人”
- 阿尔巴尼亚语的定指性用名词词缀表示。[7]:121“男孩”、（男孩-冠词）“（那）男孩”、（男孩-冠词 i madh）“（那）较年长的孩子”、“女孩”、（女孩-冠词）“（那）女孩”、（女孩-冠词 e bukur）“（那）漂亮的女孩子”
- 阿拉伯语的定指性同时通过名词和形容词的前缀来表达[7]:91：（al-kitāb al-kabīr）这一句有两个al-（定-书-定-大）。
- 匈牙利语的定指性由不同的动词形式表示。[7]:86 （读-1单.现.不定 一（本） 书-宾格.单数）“我读一本书”，对比  （读-1单.现.定 （那）书-宾格.单）“我读（那）本书”。
- 无标。日语：私は本を持っている“我有书”不能明确是不是定指。[2]

日耳曼语族、罗曼语族、凯尔特语族、闪米特语族、国际辅助语等语言一般都有定冠词，前置多于后置。没有定冠词的如汉语、日语、芬兰语、保加利亚语和马其顿语之外的现代斯拉夫语族语言。语义上需要时，这些语言可以通过指示词（如“这”“那”）等手段表示定指性。
特定句法环境中，定指性与变格标记互动是很常见的。许多语言中的直接宾语都只在定指下才会得到独特的标记，例如土耳其语中，“我看见了那人”的直接宾语用后缀（表示定指性）:204标记。土耳其语中，直接宾语不加后缀表明它不定，连不定冠词也没有的情况下，也不再是明确的单数：“我看见了（许多）人。”
塞尔维亚-克罗地亚语、波罗的语族拉脱维亚语和立陶宛语、乃至斯洛文尼亚语中，定指性可通过名词前形容词的词法手段来表达。形容词的短形式可解释作不定，长形式则是限定式或特定的：
- 短（不定）：塞尔维亚-克罗地亚语“一座新城市”；立陶宛语“一本白书”
- 长（限定）：“那座新城市”；“那本白书”

部分语言中，宾语的定指性也会影响动词的及物性。在没有特殊的特异性标记的情况下，它也倾向于影响单次出现的谓语的结点性。
瑞典语等斯堪的纳维亚语言中，限定名词的屈折有一套专门的后缀。这在瑞典语中形成一套被称作“种”（Species）的语法范畴。

## 阅读更多
- Aguilar-Guevara A, Pozas Loyo J, Vázquez-Rojas Maldonado V (eds.). 2019. Definiteness across languages. Berlin: Language Science Press. ISBN 978-3-96110-193-1. doi:10.5281/zenodo.3265959. Open Access. http://langsci-press.org/catalog/book/227 （页面存档备份，存于）.
- Hawkins, J.A. (1978) Definiteness and indefiniteness: a study in reference and grammaticality prediction. London:Croom Helm.
- Definite （页面存档备份，存于） article from Glottopedia